# Microcachrys tetragona
Microcachrys tetragona är en barrträdart som först beskrevs av William Jackson Hooker, och fick sitt nu gällande namn av Joseph Dalton Hooker. Microcachrys tetragona ingår i släktet Microcachrys och familjen Podocarpaceae. Inga underarter finns listade i Catalogue of Life.

## Bildgalleri

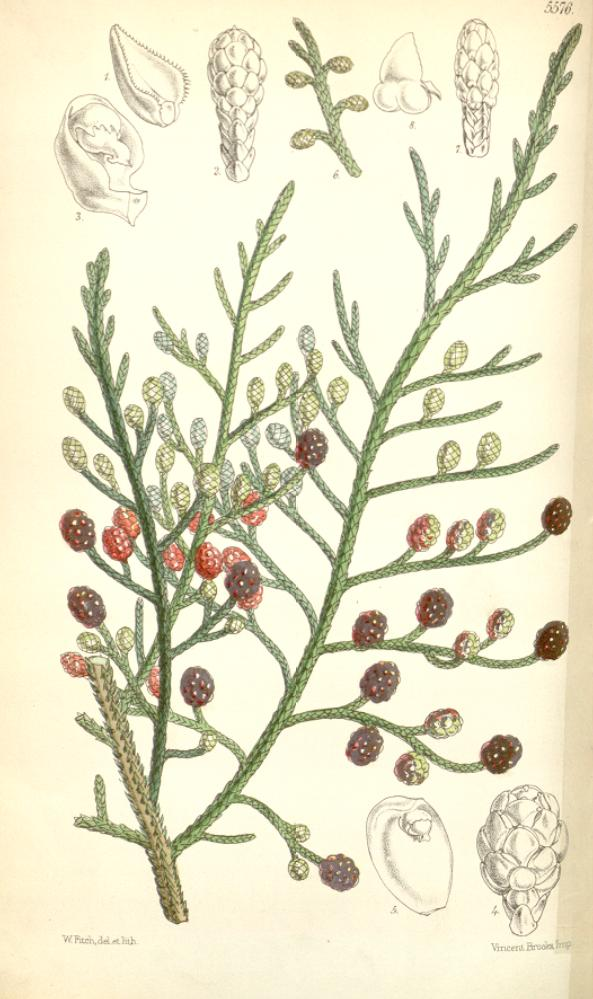
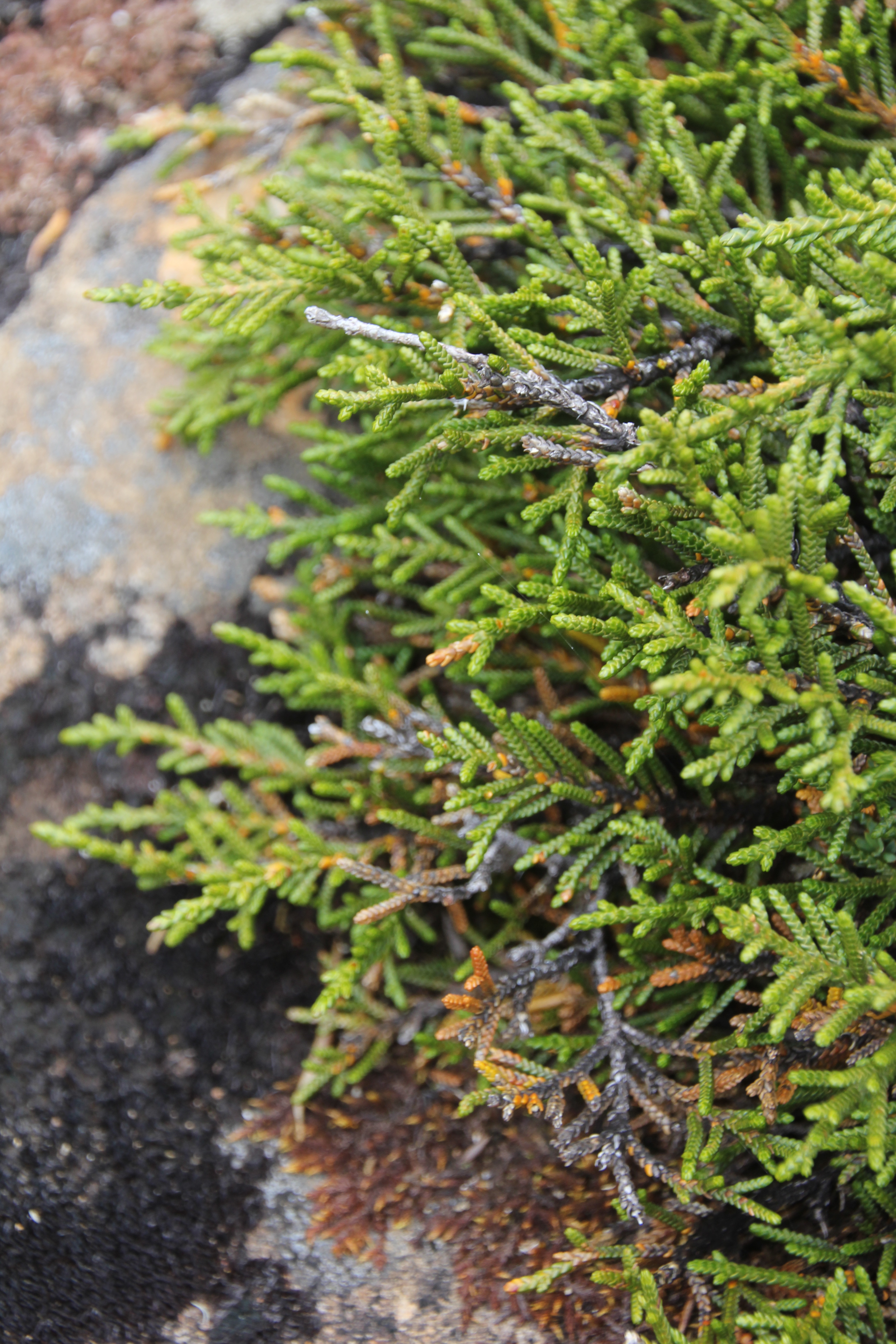